# الکسی اسمرتین
الکسی اسمرتین (روسی: Алексе́й Генна́дьевич Сме́ртин؛ IPA: [ɐlʲɪˈksʲej gʲɪnˈnadʲɪvʲɪt͡ɕ ˈsmʲertʲɪn]؛ زادهٔ ۱ مهٔ ۱۹۷۵) یک بازیکن فوتبال، و سیاست‌مدار اهل روسیه است.
وی همچنین در تیم ملی فوتبال روسیه بازی کرده‌است.